# Axinidris kinoin
Axinidris kinoin is een mierensoort uit de onderfamilie van de Dolichoderinae. De wetenschappelijke naam van de soort is voor het eerst geldig gepubliceerd in 1991 door Shattuck.